# Jogos Paralímpicos de Verão de 1964
Os Jogos Paralímpicos de Verão de 1964, ou então mais conhecidas como as Paralímpiadas de Verão de 1964, originalmente conhecidas como os 13os. Jogos Internacionais de Stoke Mandeville,  foram a segunda edição dos Jogos Paralímpicos.Realizados em Tóquio, Japão,foram a última edição realizada na mesma cidade que os jogos até os Jogos Paralímpicos de Verão de 1988. O termo "Jogos Paralímpicos" só foi aprovado pelo Comitê Olímpico Internacional em 1984, o Comitê Paralímpico Internacional só foi fundado em 1989.
Contrastando com os Jogos de 1960, muitos eventos tiveram mais de três participantes, o que acabou com a garantia automática de medalhas em cada prova.

## Esportes
Nove esportes fizeram parte do programa nos jogos de 1964. No atletismo, os eventos de pista foram adicionados; anteriormente o programa de atletismo incluía somente os eventos de campo. A corrida de cadeiras de rodas acabou se tornando um dos principais eventos dos Jogos.
No programa estiveram os seguintes esportes:
- Tiro com arco
- Atletismo
- Dardos Paralímpicos
- Sinuca
- Natação
- Tênis de mesa
- Levantamento de Peso
- Basquetebol em cadeira de rodas
- Esgrima em cadeira de rodas

## Quadro de Medalhas
| Ordem | País               | Medalha de ouro | Medalha de prata | Medalha de bronze |     |
| ----- | ------------------ | --------------- | ---------------- | ----------------- | --- |
| 1     | Estados Unidos     | 50              | 41               | 32                | 123 |
| 2     | Reino Unido        | 18              | 23               | 20                | 61  |
| 3     | Itália             | 14              | 15               | 16                | 45  |
| 4     | Austrália          | 12              | 11               | 7                 | 30  |
| 5     | Rodésia            | 10              | 5                | 2                 | 17  |
| 6     | África do Sul      | 8               | 8                | 3                 | 19  |
| 7     | Israel             | 7               | 3                | 11                | 21  |
| 8     | Argentina          | 6               | 15               | 16                | 37  |
| 9     | Alemanha Ocidental | 5               | 2                | 5                 | 12  |
| 10    | Países Baixos      | 4               | 6                | 4                 | 14  |
| 11    | França             | 4               | 2                | 5                 | 11  |
| 12    | Áustria            | 4               | 1                | 7                 | 12  |
| 13    | Japão              | 1               | 5                | 4                 | 10  |
| 14    | Bélgica            | 1               | 0                | 2                 | 3   |
| 15    | Suíça              | 0               | 1                | 0                 | 1   |
| 16    | Malta              | 0               | 0                | 2                 | 2   |
| 17    | Suécia             | 0               | 0                | 1                 | 1   |

## Países participantes
Dezenove países participaram nos Jogos Paralímpicos de 1964:
| - FRG Alemanha Ocidental - RSA África do Sul - ARG Argentina - AUS Austrália - AUT Áustria - BEL Bélgica - USA Estados Unidos - FIJ Fiji - FRA França | - IRL Irlanda - ISR Israel - ITA Itália - JPN Japão - MLT Malta - NED Países Baixos - GBR Grã-Bretanha - RHO Rodésia - SWE Suécia - SUI Suíça |

## Cerimônias
A cerimônia de abertura foi no Campo Oda, e a de encerramento foi no Ginásio Nacional de Yoyogi. Por volta de 5000 espectadores estavam presentes. Akihito e a Imperatriz Michiko estavam presentes.

## Cobertura da Mídia
Anteriormente, os Jogos não tiveram muita atenção da mídia, devido as Oimpíadas, mas o rádio e a televisão deram atenção aos Jogos.

## Comitê Organizador
Yoshisuke Kasai foi o presidente do quadro de diretores. O quadro teve 3 membros: T. Azuma, H. Dazai and I. Miki. O auditor foi M. Tozawa,enquanto o secretário geral foi  K. Ujiie .